# Lago Päijänne

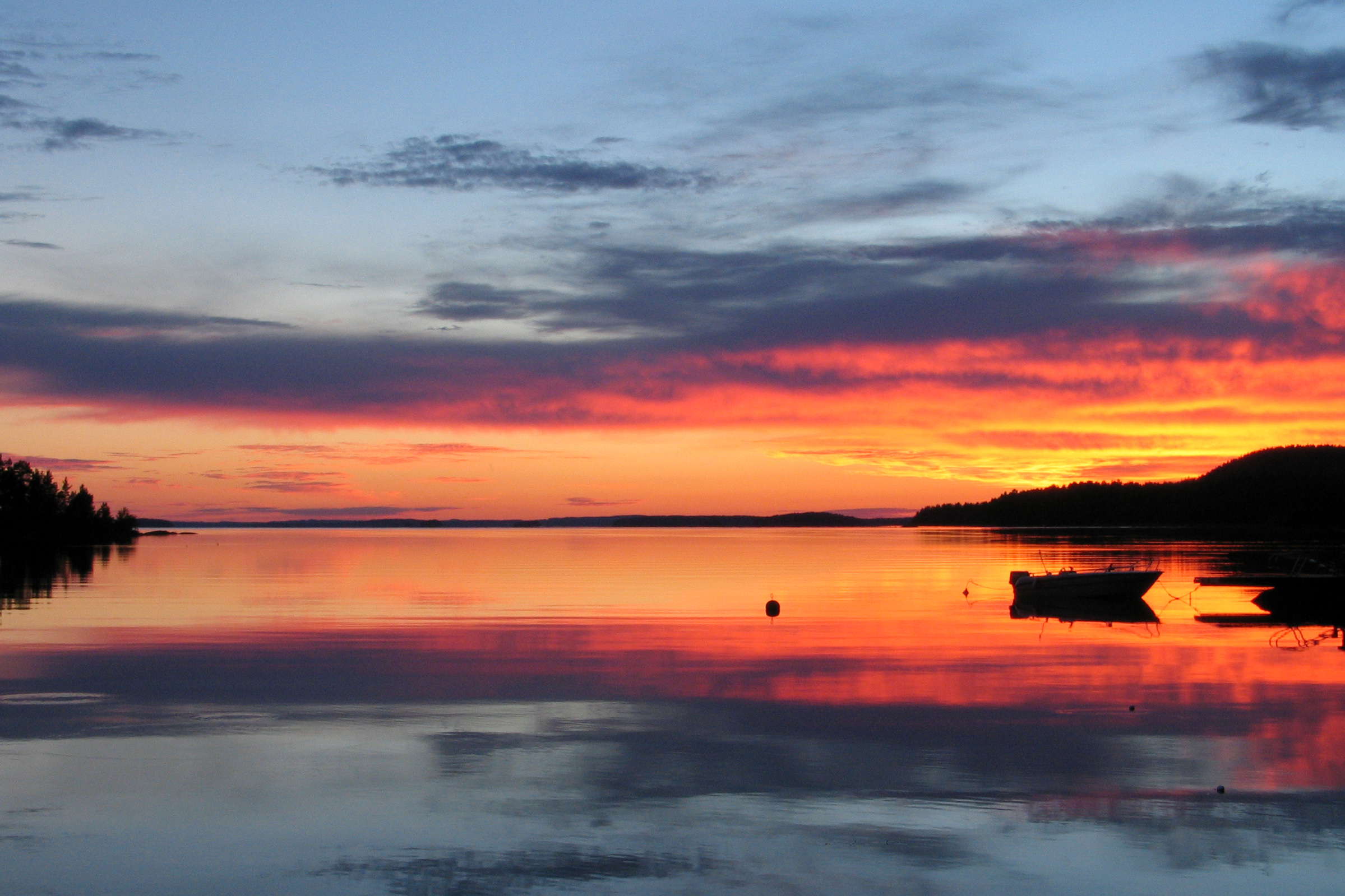
Puesta de sol sobre el lago Päijänne

El lago Päijänne (IPA: /pæijænːe/) es el segundo mayor lago de Finlandia, con 1.118 km² de superficie. El lago  se extiende durante 119 km, desde la ciudad de Lahti en el sur hasta Jyväskylä en el norte; desemboca en el golfo de Finlandia a través del río Kymijoki. El lago está conectado con Helsinki, capital del país, a través de tuberías que la proveen de agua de este lago.